# 1001 lemez, amit hallanod kell, mielőtt meghalsz
Az 1001 lemez, amit hallanod kell, mielőtt meghalsz  zenés kézikönyv, amelyet Robert Dimery szerkesztett. 2006-ban adták ki, 1955 és 2005 között megjelent angolszász, afro-, judeo- és latinamerikai könnyűzenei albumok listáját tartalmazza kronologikus sorrendben. Az első album Frank Sinatra In the Wee Small Hours lemeze, az utolsó a The White Stripes Get Behind Me Satanje. Mindegyik cikket egy-egy rövid esszé kíséri, amelyeket hírneves zenekritikusok írtak. A bejegyzések további kiegészítő információkat tartalmaznak, mint például a játékidőt és a producer személyét. Legtöbbször a The Beatles és David Bowie szerepel a könyvben (7-7 albummal).

## Műfajok
Bár a hatalmas mennyiségű album nagy része a rock és pop műfajból került ki, a könyv egységesen a „könnyűzenei” kínálat egészét próbálja feldolgozni: a világzenei, R&B, hiphop, blues, country, jazz albumok is helyet kaptak. A pop- és rockzenei alműfajok is széles körben szerepelnek (punk rock, hard rock, heavy metal, klasszikus rock, progresszív rock és rock and roll).

## A lista

### 1950-es évek
| Sorszám | Előadó                | Album                                                      | Évjárat |
| ------- | --------------------- | ---------------------------------------------------------- | ------- |
| 1.      | Count Basie           | E=MC² (Atomic Basie)                                       | 1957    |
| 2.      | Dave Brubeck          | Time Out                                                   | 1959    |
| 3.      | Ray Charles           | The Genius of Ray Charles                                  | 1959    |
| 4.      | Miles Davis           | Birth of the Cool                                          | 1957    |
| 5.      | Miles Davis           | Kind of Blue                                               | 1959    |
| 6.      | Fats Domino           | This Is Fats Domino                                        | 1956    |
| 7.      | Duke Ellington        | Newport 1958                                               | 1958    |
| 8.      | Ramblin’ Jack Elliott | Jack Takes the Floor                                       | 1958    |
| 9.      | Ella Fitzgerald       | Ella Fitzgerald Sings the George and Ira Gershwin Songbook | 1959    |
| 10.     | Billie Holiday        | Lady in Satin                                              | 1958    |
| 11.     | The Crickets          | The “Chirping” Crickets                                    | 1957    |
| 12.     | Little Richard        | Here’s Little Richard                                      | 1957    |
| 13.     | The Louvin Brothers   | Tragic Songs of Life                                       | 1956    |
| 14.     | Machito               | Kenya                                                      | 1957    |
| 15.     | Sabú Martinez         | Palo Congo                                                 | 1957    |
| 16.     | Thelonious Monk       | Brilliant Corners                                          | 1956    |
| 17.     | Elvis Presley         | Elvis Presley                                              | 1956    |
| 18.     | Louis Prima           | The Wildest!                                               | 1957    |
| 19.     | Tito Puente           | Dance Mania                                                | 1958    |
| 20.     | Marty Robbins         | Gunfighter Ballads and Trail Songs                         | 1959    |
| 21.     | Frank Sinatra         | In the Wee Small Hours                                     | 1955    |
| 22.     | Frank Sinatra         | Songs for Swingin’ Lovers!                                 | 1956    |
| 23.     | Sarah Vaughan         | At Mister Kelly’s                                          | 1957    |

### 1960-as évek
| Sorszám | Előadó                                                    | Album                                                  | Évjárat |
| ------- | --------------------------------------------------------- | ------------------------------------------------------ | ------- |
| 1.      | (különböző előadók)                                       | A Christmas Gift for You                               | 1963    |
| 2.      | Joan Baez                                                 | Joan Baez                                              | 1960    |
| 3.      | The Band                                                  | Music from Big Pink                                    | 1968    |
| 4.      | The Band                                                  | The Band                                               | 1969    |
| 5.      | The Beach Boys                                            | Pet Sounds                                             | 1966    |
| 6.      | The Beach Boys                                            | The Beach Boys Today!                                  | 1965    |
| 7.      | The Beatles                                               | A Hard Day’s Night                                     | 1964    |
| 8.      | The Beatles                                               | Abbey Road                                             | 1969    |
| 9.      | The Beatles                                               | Revolver                                               | 1966    |
| 10.     | The Beatles                                               | Rubber Soul                                            | 1965    |
| 11.     | The Beatles                                               | Sgt. Pepper’s Lonely Hearts Club Band                  | 1967    |
| 12.     | The Beatles                                               | The White Album                                        | 1968    |
| 13.     | The Beatles                                               | With the Beatles                                       | 1963    |
| 14.     | Beau Brummels                                             | Triangle                                               | 1967    |
| 15.     | Jeff Beck                                                 | Truth                                                  | 1968    |
| 16.     | Bee Gees                                                  | Odessa                                                 | 1969    |
| 17.     | Big Brother and the Holding Company                       | Cheap Thrills                                          | 1968    |
| 18.     | Blood, Sweat & Tears                                      | Blood, Sweat & Tears                                   | 1969    |
| 19.     | Blue Cheer                                                | Vincebus Eruptum                                       | 1968    |
| 20.     | Booker T. & the M.G.’s                                    | Green Onions                                           | 1962    |
| 21.     | Jacques Brel                                              | Olympia 1964                                           | 1964    |
| 22.     | James Brown                                               | Live at the Apollo                                     | 1963    |
| 23.     | Tim Buckley                                               | Goodbye and Hello                                      | 1967    |
| 24.     | Tim Buckley                                               | Happy Sad                                              | 1969    |
| 25.     | Buffalo Springfield                                       | Buffalo Springfield Again                              | 1967    |
| 26.     | Solomon Burke                                             | Rock ’N Soul                                           | 1964    |
| 27.     | The Byrds                                                 | Fifth Dimension                                        | 1966    |
| 28.     | The Byrds                                                 | Mr. Tambourine Man                                     | 1965    |
| 29.     | The Byrds                                                 | Sweetheart of the Rodeo                                | 1968    |
| 30.     | The Byrds                                                 | The Notorious Byrd Brothers                            | 1968    |
| 31.     | Captain Beefheart and His Magic Band                      | Safe as Milk                                           | 1967    |
| 32.     | Captain Beefheart and His Magic Band                      | Trout Mask Replica                                     | 1969    |
| 33.     | Johnny Cash                                               | At Folsom Prison                                       | 1968    |
| 34.     | Johnny Cash                                               | At San Quentin                                         | 1969    |
| 35.     | Ray Charles                                               | Modern Sounds in Country and Western Music             | 1962    |
| 36.     | Chicago                                                   | The Chicago Transit Authority                          | 1969    |
| 37.     | Leonard Cohen                                             | Songs from a Room                                      | 1969    |
| 38.     | Leonard Cohen                                             | Songs of Leonard Cohen                                 | 1968    |
| 39.     | John Coltrane                                             | A Love Supreme                                         | 1964    |
| 40.     | Country Joe and the Fish                                  | Electric Music for the Mind and Body                   | 1967    |
| 41.     | Cream                                                     | Disraeli Gears                                         | 1967    |
| 42.     | Creedence Clearwater Revival                              | Bayou Country                                          | 1969    |
| 43.     | Creedence Clearwater Revival                              | Green River                                            | 1969    |
| 44.     | Crosby, Stills & Nash                                     | Crosby, Stills & Nash (album)                          | 1969    |
| 45.     | Miles Davis                                               | In a Silent Way                                        | 1969    |
| 46.     | Donovan                                                   | Sunshine Superman                                      | 1966    |
| 47.     | The Doors                                                 | The Doors                                              | 1967    |
| 48.     | Dr. John                                                  | Gris-Gris                                              | 1968    |
| 49.     | Nick Drake                                                | Five Leaves Left                                       | 1969    |
| 50.     | Bob Dylan                                                 | Blonde on Blonde                                       | 1966    |
| 51.     | Bob Dylan                                                 | Bringing It All Back Home                              | 1965    |
| 52.     | Bob Dylan                                                 | Highway 61 Revisited                                   | 1965    |
| 53.     | Bob Dylan                                                 | The Freewheelin’ Bob Dylan                             | 1963    |
| 54.     | The Electric Prunes                                       | The Electric Prunes                                    | 1967    |
| 55.     | Bill Evans Trio                                           | Sunday at the Village Vanguard                         | 1964    |
| 56.     | The Everly Brothers                                       | A Date with The Everly Brothers                        | 1961    |
| 57.     | Fairport Convention                                       | Liege & Lief                                           | 1969    |
| 58.     | Fairport Convention                                       | Unhalfbricking                                         | 1969    |
| 59.     | The Flying Burrito Brothers                               | The Gilded Palace of Sin                               | 1968    |
| 60.     | Aretha Franklin                                           | I Never Loved a Man the Way I Love You                 | 1967    |
| 61.     | Aretha Franklin                                           | Lady Soul                                              | 1968    |
| 62.     | Stan Getz és João Gilberto                                | Getz/Gilberto                                          | 1964    |
| 63.     | Stan Getz és Charlie Byrd                                 | Jazz Samba                                             | 1962    |
| 64.     | Astrud Gilberto                                           | Beach Samba                                            | 1967    |
| 65.     | Grateful Dead                                             | Live/Dead                                              | 1969    |
| 66.     | Merle Haggard                                             | I’m a Lonesome Fugitive                                | 1967    |
| 67.     | Isaac Hayes                                               | Hot Buttered Soul                                      | 1969    |
| 68.     | Jimi Hendrix                                              | Are You Experienced                                    | 1967    |
| 69.     | Jimi Hendrix                                              | Axis: Bold as Love                                     | 1967    |
| 70.     | Jimi Hendrix                                              | Electric Ladyland                                      | 1968    |
| 71.     | Incredible String Band                                    | The Hangman’s Beautiful Daughter                       | 1968    |
| 72.     | Iron Butterfly                                            | In-A-Gadda-Da-Vida                                     | 1968    |
| 73.     | Bert Jansch                                               | Bert Jansch                                            | 1965    |
| 74.     | Jefferson Airplane                                        | Surrealistic Pillow                                    | 1967    |
| 75.     | King Crimson                                              | In the Court of the Crimson King                       | 1969    |
| 76.     | B. B. King                                                | Live at the Regal                                      | 1964    |
| 77.     | The Kinks                                                 | Arthur (Or the Decline and Fall of the British Empire) | 1969    |
| 78.     | The Kinks                                                 | Face to Face                                           | 1966    |
| 79.     | The Kinks                                                 | Something Else by the Kinks                            | 1967    |
| 80.     | The Kinks                                                 | The Kinks Are the Village Green Preservation Society   | 1968    |
| 81.     | Led Zeppelin                                              | Led Zeppelin                                           | 1969    |
| 82.     | Led Zeppelin                                              | Led Zeppelin II                                        | 1969    |
| 83.     | Jerry Lee Lewis                                           | Live at the Star Club Hamburg                          | 1965    |
| 84.     | Love                                                      | Da Capo                                                | 1967    |
| 85.     | Love                                                      | Forever Changes                                        | 1967    |
| 86.     | Loretta Lynn                                              | Don’t Come Home a Drinkin’ (With Lovin’ on Your Mind)  | 1967    |
| 87.     | Miriam Makeba                                             | Miriam Makeba                                          | 1960    |
| 88.     | The Mamas & the Papas                                     | If You Can Believe Your Eyes and Ears                  | 1966    |
| 89.     | John Mayall                                               | Blues Breakers with Eric Clapton                       | 1966    |
| 90.     | MC5                                                       | Kick Out the Jams                                      | 1969    |
| 91.     | Charles Mingus                                            | The Black Saint and the Sinner Lady                    | 1963    |
| 92.     | Moby Grape                                                | Moby Grape                                             | 1967    |
| 93.     | The Monkees                                               | Headquarters                                           | 1967    |
| 94.     | The Monks                                                 | Black Monk Time                                        | 1966    |
| 95.     | Van Morrison                                              | Astral Weeks                                           | 1968    |
| 96.     | Fred Neil                                                 | Fred Neil                                              | 1967    |
| 97.     | Nico                                                      | Chelsea Girl                                           | 1967    |
| 98.     | Laura Nyro                                                | Eli and the Thirteenth Confession                      | 1967    |
| 99.     | Mutantes                                                  | Os Mutantes                                            | 1968    |
| 100.    | Buck Owens                                                | I’ve Got a Tiger by the Tail                           | 1965    |
| 101.    | Pentangle                                                 | Basket of Light                                        | 1969    |
| 102.    | Pink Floyd                                                | The Piper at the Gates of Dawn                         | 1967    |
| 103.    | Elvis Presley                                             | Elvis Is Back!                                         | 1960    |
| 104.    | Elvis Presley                                             | From Elvis in Memphis                                  | 1969    |
| 105.    | Pretty Things                                             | S.F. Sorrow                                            | 1968    |
| 106.    | Ray Price                                                 | Night Life                                             | 1963    |
| 107.    | Quicksilver Messenger Service                             | Happy Trails                                           | 1969    |
| 108.    | Otis Redding                                              | Otis Blue: Otis Redding Sings Soul                     | 1966    |
| 109.    | Paul Revere and the Raiders                               | Midnight Ride                                          | 1966    |
| 110.    | The Rolling Stones                                        | 12 X 5                                                 | 1964    |
| 111.    | The Rolling Stones                                        | Aftermath                                              | 1966    |
| 112.    | The Rolling Stones                                        | Beggars Banquet                                        | 1968    |
| 113.    | The Rolling Stones                                        | Let It Bleed                                           | 1969    |
| 114.    | Ravi Shankar                                              | The Sounds of India                                    | 1968    |
| 115.    | Shivkumar Sharma, Brij Bushan Kabra & Harprasad Chaurasia | Call of the Valley                                     | 1967    |
| 116.    | Simon and Garfunkel                                       | Bookends                                               | 1968    |
| 117.    | Simon and Garfunkel                                       | Parsley, Sage, Rosemary and Thyme                      | 1966    |
| 118.    | Nina Simone                                               | Wild Is the Wind                                       | 1966    |
| 119.    | Frank Sinatra                                             | Francis Albert Sinatra & Antonio Carlos Jobim          | 1967    |
| 120.    | Sly and the Family Stone                                  | Stand!                                                 | 1969    |
| 121.    | Small Faces                                               | Ogdens’ Nut Gone Flake                                 | 1968    |
| 122.    | Jimmy Smith                                               | Back at the Chicken Shack                              | 1961    |
| 123.    | The Sonics                                                | Here Are the Sonics                                    | 1965    |
| 124.    | Skip Spence                                               | Oar                                                    | 1969    |
| 125.    | Dusty Springfield                                         | A Girl Called Dusty                                    | 1964    |
| 126.    | Dusty Springfield                                         | Dusty in Memphis                                       | 1968    |
| 127.    | The Stooges                                               | The Stooges                                            | 1968    |
| 128.    | The Temptations                                           | Cloud Nine                                             | 1969    |
| 129.    | 13th Floor Elevators                                      | The Psychedelic Sounds of the 13th Floor Elevators     | 1966    |
| 130.    | Traffic                                                   | Traffic                                                | 1968    |
| 131.    | The United States of America                              | The United States of America                           | 1968    |
| 132.    | Caetano Veloso                                            | Caetano Veloso                                         | 1968    |
| 133.    | The Velvet Underground                                    | The Velvet Underground                                 | 1968    |
| 134.    | The Velvet Underground                                    | The Velvet Underground & Nico                          | 1967    |
| 135.    | The Velvet Underground                                    | White Light/White Heat                                 | 1968    |
| 136.    | Scott Walker                                              | Scott 2                                                | 1968    |
| 137.    | Scott Walker                                              | Scott 4                                                | 1969    |
| 138.    | Muddy Waters                                              | At Newport 1960                                        | 1960    |
| 139.    | The Who                                                   | My Generation                                          | 1965    |
| 140.    | The Who                                                   | The Who Sell Out                                       | 1967    |
| 141.    | The Who                                                   | Tommy                                                  | 1969    |
| 142.    | The Yardbirds                                             | Roger the Engineer                                     | 1966    |
| 143.    | The Young Rascals                                         | Groovin’                                               | 1967    |
| 144.    | Neil Young                                                | Everybody Knows This is Nowhere                        | 1969    |
| 145.    | The Youngbloods                                           | Elephant Mountain                                      | 1969    |
| 146.    | Frank Zappa & the Mothers of Invention                    | Freak Out!                                             | 1966    |
| 147.    | Frank Zappa                                               | Hot Rats                                               | 1969    |
| 148.    | Frank Zappa & the Mothers of Invention                    | We’re Only in It for the Money                         | 1968    |
| 149.    | The Zombies                                               | Odessey and Oracle                                     | 1968    |

### 1970-es évek
| Sorszám | Előadó                           | Album                                                         | Évjárat |
| ------- | -------------------------------- | ------------------------------------------------------------- | ------- |
| 1.      | ABBA                             | Arrival                                                       | 1976    |
| 2.      | AC/DC                            | Highway to Hell                                               | 1979    |
| 3.      | David Ackles                     | American Gothic                                               | 1972    |
| 4.      | The Adverts                      | Crossing the Red Sea with The Adverts                         | 1977    |
| 5.      | Aerosmith                        | Rocks                                                         | 1976    |
| 6.      | Aerosmith                        | Toys in the Attic                                             | 1975    |
| 7.      | The Allman Brothers Band         | At Fillmore East                                              | 1971    |
| 8.      | Joan Armatrading                 | Joan Armatrading                                              | 1976    |
| 9.      | The B-52’s                       | The B-52’s                                                    | 1979    |
| 10.     | Bad Company                      | Bad Company                                                   | 1974    |
| 11.     | Syd Barrett                      | The Madcap Laughs                                             | 1970    |
| 12.     | The Beach Boys                   | Surf’s Up                                                     | 1971    |
| 13.     | Bee Gees                         | Trafalgar                                                     | 1971    |
| 14.     | Jorge Ben                        | África Brasil                                                 | 1976    |
| 15.     | Big Star                         | No. 1 Record                                                  | 1972    |
| 16.     | Big Star                         | The Third Album/Sister Lovers                                 | 1978    |
| 17.     | Black Sabbath                    | Black Sabbath                                                 | 1970    |
| 18.     | Black Sabbath                    | Black Sabbath Vol. 4                                          | 1972    |
| 19.     | Black Sabbath                    | Paranoid                                                      | 1971    |
| 20.     | Blondie                          | Parallel Lines                                                | 1978    |
| 21.     | Boston                           | Boston                                                        | 1976    |
| 22.     | David Bowie                      | Aladdin Sane                                                  | 1973    |
| 23.     | David Bowie                      | Heroes                                                        | 1977    |
| 24.     | David Bowie                      | Hunky Dory                                                    | 1971    |
| 25.     | David Bowie                      | Low                                                           | 1977    |
| 26.     | David Bowie                      | Station to Station                                            | 1976    |
| 27.     | David Bowie                      | The Rise and Fall of Ziggy Stardust and the Spiders from Mars | 1972    |
| 28.     | David Bowie                      | Young Americans                                               | 1975    |
| 29.     | Tim Buckley                      | Greetings from L.A.                                           | 1972    |
| 30.     | Rahul Dev Burman                 | Shalimar                                                      | 1978    |
| 31.     | Burning Spear                    | Marcus Garvey                                                 | 1975    |
| 32.     | Buzzcocks                        | Another Music in a Different Kitchen                          | 1978    |
| 33.     | John Cale                        | Paris 1919                                                    | 1973    |
| 34.     | Can                              | Future Days                                                   | 1973    |
| 35.     | Can                              | Tago Mago                                                     | 1971    |
| 36.     | The Carpenters                   | Close to You                                                  | 1970    |
| 37.     | The Cars                         | The Cars                                                      | 1978    |
| 38.     | Cheap Trick                      | Cheap Trick at Budokan                                        | 1979    |
| 39.     | Chic                             | C’est Chic                                                    | 1978    |
| 40.     | Chic                             | Risqué                                                        | 1979    |
| 41.     | Eric Clapton                     | 461 Ocean Boulevard                                           | 1974    |
| 42.     | Gene Clark                       | White Light                                                   | 1971    |
| 43.     | Gene Clark                       | No Other                                                      | 1974    |
| 44.     | The Clash                        | London Calling                                                | 1979    |
| 45.     | The Clash                        | The Clash                                                     | 1977    |
| 46.     | Leonard Cohen                    | Songs of Love and Hate                                        | 1971    |
| 47.     | Willie Colón & Rubén Blades      | Siembra                                                       | 1978    |
| 48.     | Alice Cooper                     | Billion Dollar Babies                                         | 1973    |
| 49.     | Alice Cooper                     | School’s Out                                                  | 1972    |
| 50.     | Elvis Costello                   | Armed Forces                                                  | 1979    |
| 51.     | Elvis Costello                   | My Aim Is True                                                | 1977    |
| 52.     | Elvis Costello                   | This Year’s Model                                             | 1978    |
| 53.     | Creedence Clearwater Revival     | Cosmo’s Factory                                               | 1970    |
| 54.     | David Crosby                     | If I Could Only Remember My Name                              | 1971    |
| 55.     | Crosby, Stills, Nash and Young   | Déjà Vu                                                       | 1970    |
| 56.     | The Crusaders                    | Street Life                                                   | 1979    |
| 57.     | Holger Czukay                    | Movies                                                        | 1979    |
| 58.     | The Damned                       | Machine Gun Etiquette                                         | 1979    |
| 59.     | Miles Davis                      | Bitches Brew                                                  | 1970    |
| 60.     | Deep Purple                      | Deep Purple in Rock                                           | 1970    |
| 61.     | Deep Purple                      | Machine Head                                                  | 1972    |
| 62.     | Deep Purple                      | Made in Japan                                                 | 1972    |
| 63.     | Derek and the Dominos            | Layla and Other Assorted Love Songs                           | 1970    |
| 64.     | Devo                             | Question: Are We Not Men? Answer: We Are Devo!                | 1978    |
| 65.     | The Dictators                    | Go Girl Crazy!                                                | 1975    |
| 66.     | Dion                             | Born to Be with You                                           | 1975    |
| 67.     | Dire Straits                     | Dire Straits                                                  | 1978    |
| 68.     | The Doors                        | L.A. Woman                                                    | 1971    |
| 69.     | The Doors                        | Morrison Hotel                                                | 1970    |
| 70.     | Nick Drake                       | Bryter Layter                                                 | 1970    |
| 71.     | Nick Drake                       | Pink Moon                                                     | 1972    |
| 72.     | Ian Dury                         | New Boots and Panties!!                                       | 1977    |
| 73.     | Bob Dylan                        | Blood on the Tracks                                           | 1974    |
| 74.     | Eagles                           | Hotel California                                              | 1976    |
| 75.     | Eagles                           | Eagles                                                        | 1972    |
| 76.     | Earth, Wind & Fire               | That’s the Way of the World                                   | 1975    |
| 77.     | Electric Light Orchestra         | Out of the Blue                                               | 1977    |
| 78.     | Joe Ely                          | Honky Tonk Masquerade                                         | 1978    |
| 79.     | Emerson, Lake & Palmer           | Pictures at an Exhibition                                     | 1971    |
| 80.     | Emerson, Lake & Palmer           | Tarkus                                                        | 1971    |
| 81.     | Brian Eno                        | Another Green World                                           | 1975    |
| 82.     | Brian Eno                        | Before and After Science                                      | 1977    |
| 83.     | Brian Eno                        | Here Come the Warm Jets                                       | 1973    |
| 84.     | Brian Eno                        | Music for Airports (Ambient 1)                                | 1978    |
| 85.     | Faces                            | A Nod Is Good as a Wink... to a Blind Horse                   | 1971    |
| 86.     | Marianne Faithfull               | Broken English                                                | 1979    |
| 87.     | The Fall                         | Live at the Witch Trials                                      | 1979    |
| 88.     | Faust                            | Faust IV                                                      | 1973    |
| 89.     | Flamin’ Groovies                 | Teenage Head                                                  | 1971    |
| 90.     | Fleetwood Mac                    | Rumours                                                       | 1977    |
| 91.     | Fleetwood Mac                    | Tusk                                                          | 1979    |
| 92.     | Peter Frampton                   | Frampton Comes Alive!                                         | 1975    |
| 93.     | Funkadelic                       | Maggot Brain                                                  | 1971    |
| 94.     | Funkadelic                       | One Nation Under a Groove                                     | 1978    |
| 95.     | Peter Gabriel                    | Peter Gabriel (1)                                             | 1977    |
| 96.     | Serge Gainsbourg                 | Histoire De Melody Nelson                                     | 1971    |
| 97.     | Gang of Four                     | Entertainment!                                                | 1979    |
| 98.     | Marvin Gaye                      | Here, My Dear                                                 | 1978    |
| 99.     | Marvin Gaye                      | Let’s Get It On                                               | 1973    |
| 100.    | Marvin Gaye                      | What’s Going On                                               | 1971    |
| 101.    | Genesis                          | Selling England by the Pound                                  | 1973    |
| 102.    | Genesis                          | The Lamb Lies Down on Broadway                                | 1974    |
| 103.    | Germs                            | (GI)                                                          | 1979    |
| 104.    | Grateful Dead                    | American Beauty                                               | 1970    |
| 105.    | Al Green                         | Let’s Stay Together                                           | 1972    |
| 106.    | Herbie Hancock                   | Head Hunters                                                  | 1973    |
| 107.    | Emmylou Harris                   | Pieces of the Sky                                             | 1975    |
| 108.    | George Harrison                  | All Things Must Pass                                          | 1970    |
| 109.    | The Sensational Alex Harvey Band | Next                                                          | 1973    |
| 110.    | Hawkwind                         | Space Ritual                                                  | 1973    |
| 111.    | Isaac Hayes                      | Shaft                                                         | 1971    |
| 112.    | Incredible Bongo Band            | Bongo Rock                                                    | 1973    |
| 113.    | The Isley Brothers               | 3+3                                                           | 1973    |
| 114.    | Michael Jackson                  | Off the Wall                                                  | 1979    |
| 115.    | The Jam                          | All Mod Cons                                                  | 1978    |
| 116.    | Japan                            | Quiet Life                                                    | 1979    |
| 117.    | Jean-Michel Jarre                | Oxygène                                                       | 1977    |
| 118.    | Keith Jarrett                    | The Köln Concert                                              | 1975    |
| 119.    | Waylon Jennings                  | Honky Tonk Heroes                                             | 1973    |
| 120.    | Jethro Tull                      | Aqualung                                                      | 1971    |
| 121.    | Billy Joel                       | The Stranger                                                  | 1977    |
| 122.    | Elton John                       | Goodbye Yellow Brick Road                                     | 1973    |
| 123.    | Elton John                       | Madman Across the Water                                       | 1972    |
| 124.    | George Jones                     | The Grand Tour                                                | 1974    |
| 125.    | Janis Joplin                     | Pearl                                                         | 1970    |
| 126.    | Joy Division                     | Unknown Pleasures                                             | 1979    |
| 127.    | King Crimson                     | Larks’ Tongues in Aspic                                       | 1973    |
| 128.    | Carole King                      | Tapestry                                                      | 1971    |
| 129.    | Kiss                             | Destroyer                                                     | 1976    |
| 130.    | Kraftwerk                        | Autobahn                                                      | 1974    |
| 131.    | Kraftwerk                        | The Man Machine                                               | 1978    |
| 132.    | Kraftwerk                        | Trans Europe Express                                          | 1977    |
| 133.    | Fela Kuti                        | Live! (with Ginger Baker)                                     | 1971    |
| 134.    | Fela Kuti                        | Zombie                                                        | 1977    |
| 135.    | Led Zeppelin                     | Led Zeppelin III                                              | 1970    |
| 136.    | Led Zeppelin                     | Led Zeppelin IV                                               | 1971    |
| 137.    | Led Zeppelin                     | Physical Graffiti                                             | 1975    |
| 138.    | John Lennon                      | Imagine                                                       | 1971    |
| 139.    | John Lennon                      | John Lennon/Plastic Ono Band                                  | 1970    |
| 140.    | Lynyrd Skynyrd                   | (pronounced 'lĕh-'nérd 'skin-'nérd)                           | 1973    |
| 141.    | Magazine                         | Real Life                                                     | 1978    |
| 142.    | Manassas                         | Manassas                                                      | 1972    |
| 143.    | Bob Marley and the Wailers       | Catch a Fire                                                  | 1973    |
| 144.    | Bob Marley and the Wailers       | Exodus                                                        | 1977    |
| 145.    | Bob Marley and the Wailers       | Natty Dread                                                   | 1974    |
| 146.    | John Martyn                      | One World                                                     | 1977    |
| 147.    | John Martyn                      | Solid Air                                                     | 1973    |
| 148.    | Hugh Masekela                    | Home Is Where the Music Is                                    | 1972    |
| 149.    | Curtis Mayfield                  | Superfly                                                      | 1972    |
| 150.    | Curtis Mayfield                  | There’s No Place Like America Today                           | 1975    |
| 151.    | Paul McCartney and Wings         | Band on the Run                                               | 1973    |
| 152.    | Paul McCartney                   | McCartney                                                     | 1970    |
| 153.    | Don McLean                       | American Pie                                                  | 1971    |
| 154.    | Meat Loaf                        | Bat Out of Hell                                               | 1977    |
| 155.    | Joni Mitchell                    | Blue                                                          | 1971    |
| 156.    | Joni Mitchell                    | Court and Spark                                               | 1974    |
| 157.    | Joni Mitchell                    | Hejira                                                        | 1976    |
| 158.    | Joni Mitchell                    | The Hissing of Summer Lawns                                   | 1975    |
| 159.    | The Modern Lovers                | The Modern Lovers                                             | 1976    |
| 160.    | Van Morrison                     | It’s Too Late to Stop Now                                     | 1974    |
| 161.    | Van Morrison                     | Moondance                                                     | 1970    |
| 162.    | Mott the Hoople                  | Mott                                                          | 1973    |
| 163.    | Milton Nascimento és Lô Borges   | Clube Da Esquina                                              | 1972    |
| 164.    | Willie Nelson                    | Red Headed Stranger                                           | 1975    |
| 165.    | Willie Nelson                    | Stardust                                                      | 1978    |
| 166.    | Neu!                             | Neu! ’75                                                      | 1975    |
| 167.    | New York Dolls                   | New York Dolls                                                | 1973    |
| 168.    | Randy Newman                     | Good Old Boys                                                 | 1974    |
| 169.    | Randy Newman                     | Sail Away                                                     | 1972    |
| 170.    | Harry Nilsson                    | Nilsson Schmilsson                                            | 1971    |
| 171.    | Nitty Gritty Dirt Band           | Will the Circle Be Unbroken, Volume One                       | 1972    |
| 172.    | Gary Numan                       | The Pleasure Principle                                        | 1979    |
| 173.    | Mike Oldfield                    | Tubular Bells                                                 | 1973    |
| 174.    | The Only Ones                    | The Only Ones                                                 | 1978    |
| 175.    | Shuggie Otis                     | Inspiration Information                                       | 1975    |
| 176.    | Parliament                       | Mothership Connection                                         | 1975    |
| 177.    | Gram Parsons                     | Grievous Angel                                                | 1974    |
| 178.    | Dolly Parton                     | Coat of Many Colors                                           | 1971    |
| 179.    | Penguin Cafe Orchestra           | Music from the Penguin Cafe                                   | 1976    |
| 180.    | Pere Ubu                         | Dub Housing                                                   | 1978    |
| 181.    | Pere Ubu                         | The Modern Dance                                              | 1978    |
| 182.    | Tom Petty and the Heartbreakers  | Tom Petty and the Heartbreakers                               | 1976    |
| 183.    | Pink Floyd                       | The Dark Side of the Moon                                     | 1973    |
| 184.    | Pink Floyd                       | The Wall                                                      | 1979    |
| 185.    | Pink Floyd                       | Wish You Were Here                                            | 1975    |
| 186.    | The Police                       | Reggatta de Blanc                                             | 1979    |
| 187.    | Iggy Pop                         | Lust for Life                                                 | 1977    |
| 188.    | Iggy Pop and The Stooges         | Raw Power                                                     | 1973    |
| 189.    | Iggy Pop                         | The Idiot                                                     | 1977    |
| 190.    | John Prine                       | John Prine                                                    | 1971    |
| 191.    | Public Image Ltd                 | Metal Box                                                     | 1979    |
| 192.    | Public Image Ltd                 | First Issue                                                   | 1978    |
| 193.    | Queen                            | A Night at the Opera                                          | 1975    |
| 194.    | Queen                            | Queen II                                                      | 1974    |
| 195.    | Queen                            | Sheer Heart Attack                                            | 1974    |
| 196.    | Ramones                          | Ramones                                                       | 1976    |
| 197.    | Lou Reed                         | Berlin                                                        | 1973    |
| 198.    | Lou Reed                         | Transformer                                                   | 1972    |
| 199.    | Elis Regina                      | Elis                                                          | 1978    |
| 200.    | The Residents                    | Duck Stab/Buster & Glen                                       | 1978    |
| 201.    | The Rolling Stones               | Exile on Main St.                                             | 1972    |
| 202.    | The Rolling Stones               | Sticky Fingers                                                | 1971    |
| 203.    | Roxy Music                       | Country Life                                                  | 1974    |
| 204.    | Roxy Music                       | For Your Pleasure                                             | 1973    |
| 205.    | Roxy Music                       | Roxy Music                                                    | 1972    |
| 206.    | Todd Rundgren                    | A Wizard, a True Star                                         | 1973    |
| 207.    | Todd Rundgren                    | Something/Anything?                                           | 1972    |
| 208.    | Rush                             | 2112                                                          | 1976    |
| 209.    | The Saints                       | Eternally Yours                                               | 1978    |
| 210.    | Carlos Santana                   | Abraxas                                                       | 1970    |
| 211.    | Gil Scott-Heron                  | Winter in America                                             | 1974    |
| 212.    | Sex Pistols                      | Never Mind the Bollocks, Here’s the Sex Pistols               | 1977    |
| 213.    | Ananda Shankar                   | Ananda Shankar                                                | 1970    |
| 214.    | Simon and Garfunkel              | Bridge over Troubled Water                                    | 1970    |
| 215.    | Paul Simon                       | Paul Simon                                                    | 1972    |
| 216.    | Siouxsie and the Banshees        | The Scream                                                    | 1978    |
| 217.    | Sister Sledge                    | We Are Family                                                 | 1979    |
| 218.    | Slade                            | Slayed?                                                       | 1972    |
| 219.    | The Slits                        | Cut                                                           | 1979    |
| 220.    | Sly and the Family Stone         | There’s a Riot Goin’ On                                       | 1971    |
| 221.    | Patti Smith                      | Horses                                                        | 1975    |
| 222.    | Soft Machine                     | Third                                                         | 1970    |
| 223.    | Sparks                           | Kimono My House                                               | 1974    |
| 224.    | The Specials                     | Specials                                                      | 1979    |
| 225.    | Spirit                           | Twelve Dreams of Dr. Sardonicus                               | 1970    |
| 226.    | Bruce Springsteen                | Born to Run                                                   | 1975    |
| 227.    | Bruce Springsteen                | Darkness on the Edge of Town                                  | 1978    |
| 228.    | Steely Dan                       | Aja                                                           | 1977    |
| 229.    | Steely Dan                       | Can’t Buy a Thrill                                            | 1972    |
| 230.    | Steely Dan                       | Countdown to Ecstasy                                          | 1973    |
| 231.    | Steely Dan                       | Pretzel Logic                                                 | 1974    |
| 232.    | Cat Stevens                      | Tea for the Tillerman                                         | 1970    |
| 233.    | Rod Stewart                      | Every Picture Tells a Story                                   | 1971    |
| 234.    | Rod Stewart                      | Gasoline Alley                                                | 1970    |
| 235.    | Stephen Stills                   | Stephen Stills                                                | 1970    |
| 236.    | The Stooges                      | Fun House                                                     | 1970    |
| 237.    | The Stranglers                   | Rattus Norvegicus                                             | 1977    |
| 238.    | Suicide                          | Suicide                                                       | 1977    |
| 239.    | Supertramp                       | Crime of the Century                                          | 1974    |
| 240.    | T. Rex                           | Electric Warrior                                              | 1971    |
| 241.    | T. Rex                           | The Slider                                                    | 1972    |
| 242.    | Talking Heads                    | Fear of Music                                                 | 1979    |
| 243.    | Talking Heads                    | More Songs About Buildings and Food                           | 1978    |
| 244.    | Talking Heads                    | Talking Heads: 77                                             | 1977    |
| 245.    | Tangerine Dream                  | Phaedra                                                       | 1974    |
| 246.    | Television                       | Marquee Moon                                                  | 1977    |
| 247.    | The Temptations                  | All Directions                                                | 1972    |
| 248.    | 10cc                             | Sheet Music                                                   | 1974    |
| 249.    | Thin Lizzy                       | Live and Dangerous                                            | 1978    |
| 250.    | Richard & Linda Thompson         | I Want to See the Bright Lights Tonight                       | 1973    |
| 251.    | Throbbing Gristle                | D.o.A: Third and Final Report of Throbbing Gristle            | 1978    |
| 252.    | Peter Tosh                       | Legalize It                                                   | 1976    |
| 253.    | Traffic                          | John Barleycorn Must Die                                      | 1970    |
| 254.    | The Undertones                   | The Undertones                                                | 1979    |
| 255.    | Van Halen                        | Van Halen                                                     | 1978    |
| 256.    | War                              | The World Is a Ghetto                                         | 1972    |
| 257.    | Muddy Waters                     | Hard Again                                                    | 1977    |
| 258.    | Weather Report                   | Heavy Weather                                                 | 1976    |
| 259.    | The Who                          | Live at Leeds                                                 | 1970    |
| 260.    | The Who                          | Who’s Next                                                    | 1971    |
| 261.    | Dennis Wilson                    | Pacific Ocean Blue                                            | 1977    |
| 262.    | Wire                             | Pink Flag                                                     | 1977    |
| 263.    | Stevie Wonder                    | Fulfillingness’ First Finale                                  | 1974    |
| 264.    | Stevie Wonder                    | Innervisions                                                  | 1973    |
| 265.    | Stevie Wonder                    | Songs in the Key of Life                                      | 1976    |
| 266.    | Stevie Wonder                    | Talking Book                                                  | 1972    |
| 267.    | Robert Wyatt                     | Rock Bottom                                                   | 1974    |
| 268.    | X-Ray Spex                       | Germfree Adolescents                                          | 1978    |
| 269.    | Yes                              | Close to the Edge                                             | 1972    |
| 270.    | Yes                              | Fragile                                                       | 1971    |
| 271.    | Yes                              | The Yes Album                                                 | 1971    |
| 272.    | Neil Young                       | After the Gold Rush                                           | 1970    |
| 273.    | Neil Young                       | Harvest                                                       | 1972    |
| 274.    | Neil Young                       | On the Beach                                                  | 1974    |
| 275.    | Neil Young                       | Rust Never Sleeps                                             | 1979    |
| 276.    | Neil Young                       | Tonight’s the Night                                           | 1975    |
| 277.    | ZZ Top                           | Tres Hombres                                                  | 1973    |

### 1980-as évek
| Sorszám | Előadó                                        | Album                                                      | Évjárat |
| ------- | --------------------------------------------- | ---------------------------------------------------------- | ------- |
| 1.      | ABBA                                          | The Visitors                                               | 1981    |
| 2.      | ABC                                           | The Lexicon of Love                                        | 1982    |
| 3.      | AC/DC                                         | Back in Black                                              | 1980    |
| 4.      | Adam and the Ants                             | Kings of the Wild Frontier                                 | 1980    |
| 5.      | Barry Adamson                                 | Moss Side Story                                            | 1989    |
| 6.      | Aerosmith                                     | Pump                                                       | 1989    |
| 7.      | Afrika Bambaataa                              | Planet Rock: The Album                                     | 1982    |
| 8.      | A-ha                                          | Hunting High and Low                                       | 1985    |
| 9.      | American Music Club                           | California                                                 | 1988    |
| 10.     | Anthrax                                       | Among the Living                                           | 1987    |
| 11.     | Terence Trent D’Arby                          | Introducing the Hardline According to Terence Trent D’Arby | 1987    |
| 12.     | The Associates                                | Sulk                                                       | 1982    |
| 13.     | Bad Brains                                    | I Against I                                                | 1986    |
| 14.     | Anita Baker                                   | Rapture                                                    | 1986    |
| 15.     | Bauhaus                                       | Mask                                                       | 1981    |
| 16.     | Beastie Boys                                  | Licensed to Ill                                            | 1986    |
| 17.     | Beastie Boys                                  | Paul’s Boutique                                            | 1989    |
| 18.     | Big Black                                     | Atomizer                                                   | 1986    |
| 19.     | The Birthday Party                            | Junkyard                                                   | 1982    |
| 20.     | Black Flag                                    | Damaged                                                    | 1981    |
| 21.     | The Blue Nile                                 | A Walk Across the Rooftops                                 | 1983    |
| 22.     | Bon Jovi                                      | Slippery When Wet                                          | 1986    |
| 23.     | Billy Bragg                                   | Talking with the Taxman About Poetry                       | 1986    |
| 24.     | Kate Bush                                     | Hounds of Love                                             | 1985    |
| 25.     | Kate Bush                                     | The Dreaming                                               | 1982    |
| 26.     | Kate Bush                                     | The Sensual World                                          | 1989    |
| 27.     | Butthole Surfers                              | Locust Abortion Technician                                 | 1987    |
| 28.     | Tracy Chapman                                 | Tracy Chapman                                              | 1988    |
| 29.     | Neneh Cherry                                  | Raw Like Sushi                                             | 1989    |
| 30.     | Circle Jerks                                  | Group Sex                                                  | 1980    |
| 31.     | Cocteau Twins                                 | Treasure                                                   | 1984    |
| 32.     | Leonard Cohen                                 | I’m Your Man                                               | 1988    |
| 33.     | Coldcut                                       | What’s That Noise                                          | 1989    |
| 34.     | Lloyd Cole and the Commotions                 | Rattlesnakes                                               | 1984    |
| 35.     | Sam Cooke                                     | Live at the Harlem Square Club, 1963                       | 1985    |
| 36.     | Elvis Costello and the Attractions            | Blood & Chocolate                                          | 1986    |
| 37.     | Elvis Costello and the Attractions            | Imperial Bedroom                                           | 1982    |
| 38.     | Cowboy Junkies                                | The Trinity Session                                        | 1988    |
| 39.     | The Cramps                                    | Songs the Lord Taught Us                                   | 1980    |
| 40.     | The Cult                                      | Electric                                                   | 1987    |
| 41.     | Culture Club                                  | Colour by Numbers                                          | 1983    |
| 42.     | The Cure                                      | Disintegration                                             | 1989    |
| 43.     | The Cure                                      | Pornography                                                | 1982    |
| 44.     | The Cure                                      | Seventeen Seconds                                          | 1980    |
| 45.     | De La Soul                                    | 3 Feet High and Rising                                     | 1989    |
| 46.     | Dead Kennedys                                 | Fresh Fruit for Rotting Vegetables                         | 1980    |
| 47.     | Def Leppard                                   | Hysteria                                                   | 1987    |
| 48.     | Def Leppard                                   | Pyromania                                                  | 1983    |
| 49.     | Depeche Mode                                  | Music for the Masses                                       | 1987    |
| 50.     | Dexys Midnight Runners                        | Don’t Stand Me Down                                        | 1985    |
| 51.     | Dexys Midnight Runners                        | Searching for the Young Soul Rebels                        | 1980    |
| 52.     | Dexys Midnight Runners                        | Too-Rye-Ay                                                 | 1982    |
| 53.     | Dinosaur Jr.                                  | Bug                                                        | 1988    |
| 54.     | Dinosaur Jr.                                  | You’re Living All Over Me                                  | 1987    |
| 55.     | Dire Straits                                  | Brothers in Arms                                           | 1985    |
| 56.     | Duran Duran                                   | Rio                                                        | 1982    |
| 57.     | Steve Earle                                   | Guitar Town                                                | 1986    |
| 58.     | Echo & the Bunnymen                           | Crocodiles                                                 | 1980    |
| 59.     | Echo & the Bunnymen                           | Ocean Rain                                                 | 1984    |
| 60.     | Echo & the Bunnymen                           | Porcupine                                                  | 1983    |
| 61.     | 808 State                                     | Ninety                                                     | 1989    |
| 62.     | Einstürzende Neubauten                        | Kollaps                                                    | 1981    |
| 63.     | Brian Eno and David Byrne                     | My Life in the Bush of Ghosts                              | 1981    |
| 64.     | Eurythmics                                    | Sweet Dreams (Are Made of This)                            | 1983    |
| 65.     | Everything But the Girl                       | Idlewild                                                   | 1988    |
| 66.     | Donald Fagen                                  | The Nightfly                                               | 1982    |
| 67.     | Faith No More                                 | The Real Thing                                             | 1989    |
| 68.     | The Fall (együttes)                           | This Nation’s Saving Grace                                 | 1985    |
| 69.     | Firehose                                      | Fromohio                                                   | 1989    |
| 70.     | Fishbone                                      | Truth and Soul                                             | 1988    |
| 71.     | Frankie Goes to Hollywood                     | Welcome to the Pleasure Dome                               | 1984    |
| 72.     | Peter Gabriel                                 | Peter Gabriel (3)                                          | 1980    |
| 73.     | Peter Gabriel                                 | So                                                         | 1986    |
| 74.     | Go-Betweens                                   | 16 Lovers Lane                                             | 1988    |
| 75.     | The Go-Go’s                                   | Beauty and the Beat                                        | 1981    |
| 76.     | Grandmaster Flash and the Furious Five        | The Message                                                | 1982    |
| 77.     | Nanci Griffith                                | The Last of the True Believers                             | 1986    |
| 78.     | The Gun Club                                  | Fire of Love                                               | 1981    |
| 79.     | Guns N’ Roses                                 | Appetite for Destruction                                   | 1987    |
| 80.     | Haircut One Hundred                           | Pelican West                                               | 1982    |
| 81.     | Hanoi Rocks                                   | Back to Mystery City                                       | 1983    |
| 82.     | Happy Mondays                                 | Bummed                                                     | 1988    |
| 83.     | Heaven 17                                     | Penthouse and Pavement                                     | 1981    |
| 84.     | John Lee Hooker                               | The Healer                                                 | 1989    |
| 85.     | The Human League                              | Dare!                                                      | 1981    |
| 86.     | Hüsker Dü                                     | Warehouse: Songs and Stories                               | 1987    |
| 87.     | Abdullah Ibrahim                              | Water from an Ancient Well                                 | 1985    |
| 88.     | Iron Maiden                                   | Iron Maiden                                                | 1980    |
| 89.     | Iron Maiden                                   | The Number of the Beast                                    | 1982    |
| 90.     | Janet Jackson                                 | Rhythm Nation 1814                                         | 1989    |
| 91.     | Michael Jackson                               | Bad                                                        | 1987    |
| 92.     | Michael Jackson                               | Thriller                                                   | 1982    |
| 93.     | The Jam                                       | Sound Affects                                              | 1980    |
| 94.     | Jane’s Addiction                              | Nothing’s Shocking                                         | 1988    |
| 95.     | The Jesus and Mary Chain                      | Darklands                                                  | 1987    |
| 96.     | The Jesus and Mary Chain                      | Psychocandy                                                | 1985    |
| 97.     | Joy Division                                  | Closer                                                     | 1980    |
| 98.     | Judas Priest                                  | British Steel                                              | 1980    |
| 99.     | Jungle Brothers                               | Done by the Forces of Nature                               | 1989    |
| 100.    | Killing Joke                                  | Killing Joke                                               | 1980    |
| 101.    | Dagmar Krause                                 | Tank Battles                                               | 1989    |
| 102.    | Lenny Kravitz                                 | Let Love Rule                                              | 1989    |
| 103.    | Ladysmith Black Mambazo                       | Shaka Zulu                                                 | 1987    |
| 104.    | Laibach                                       | Opus Dei                                                   | 1987    |
| 105.    | k.d. lang                                     | Shadowland                                                 | 1988    |
| 106.    | Cyndi Lauper                                  | She’s So Unusual                                           | 1983    |
| 107.    | Living Colour                                 | Vivid                                                      | 1988    |
| 108.    | Baaba Maal, Mansour Seck                      | Djam Leelii                                                | 1989    |
| 109.    | Madness                                       | The Rise & Fall                                            | 1982    |
| 110.    | Madonna                                       | Like a Prayer                                              | 1989    |
| 111.    | Malcolm McLaren                               | Duck Rock                                                  | 1983    |
| 112.    | Meat Puppets                                  | Meat Puppets II                                            | 1984    |
| 113.    | Megadeth                                      | Peace Sells… but Who’s Buying?                             | 1986    |
| 114.    | The Mekons                                    | Fear and Whiskey                                           | 1985    |
| 115.    | Metallica                                     | …And Justice for All                                       | 1988    |
| 116.    | Metallica                                     | Master of Puppets                                          | 1986    |
| 117.    | George Michael                                | Faith                                                      | 1987    |
| 118.    | Minor Threat                                  | Out of Step                                                | 1984    |
| 119.    | The Minutemen                                 | Double Nickels on the Dime                                 | 1984    |
| 120.    | Morrissey                                     | Viva Hate                                                  | 1988    |
| 121.    | Motörhead                                     | Ace of Spades                                              | 1980    |
| 122.    | Motörhead                                     | No Sleep ’til Hammersmith                                  | 1981    |
| 123.    | Mudhoney                                      | Superfuzz Bigmuff                                          | 1989    |
| 124.    | My Bloody Valentine                           | Isn’t Anything                                             | 1988    |
| 125.    | N.W.A                                         | Straight Outta Compton                                     | 1988    |
| 126.    | Napalm Death                                  | Scum                                                       | 1987    |
| 127.    | Youssou N’Dour                                | Immigrés                                                   | 1988    |
| 128.    | New Order                                     | Low-Life                                                   | 1985    |
| 129.    | New Order                                     | Technique                                                  | 1989    |
| 130.    | Orange Juice                                  | Rip It Up                                                  | 1983    |
| 131.    | William Orbit                                 | Strange Cargo                                              | 1987    |
| 132.    | Orchestral Manoeuvres in the Dark             | Architecture & Morality                                    | 1981    |
| 133.    | Dolly Parton, Linda Ronstadt & Emmylou Harris | Trio                                                       | 1987    |
| 134.    | Pet Shop Boys                                 | Actually                                                   | 1987    |
| 135.    | Astor Piazzolla & Gary Burton                 | The New Tango                                              | 1988    |
| 136.    | Pixies                                        | Doolittle                                                  | 1989    |
| 137.    | Pixies                                        | Surfer Rosa                                                | 1988    |
| 138.    | The Pogues                                    | If I Should Fall from Grace with God                       | 1988    |
| 139.    | The Pogues                                    | Rum Sodomy & the Lash                                      | 1985    |
| 140.    | The Police                                    | Synchronicity                                              | 1983    |
| 141.    | Prefab Sprout                                 | Steve McQueen                                              | 1985    |
| 142.    | The Pretenders                                | Pretenders                                                 | 1980    |
| 143.    | Prince                                        | 1999                                                       | 1982    |
| 144.    | Prince and The Revolution                     | Purple Rain                                                | 1984    |
| 145.    | Prince                                        | Sign “☮” the Times                                         | 1987    |
| 146.    | The Psychedelic Furs                          | Talk Talk Talk                                             | 1981    |
| 147.    | Public Enemy                                  | It Takes a Nation of Millions to Hold Us Back              | 1988    |
| 148.    | Queen Latifah                                 | All Hail the Queen                                         | 1989    |
| 149.    | R.E.M.                                        | Document                                                   | 1987    |
| 150.    | R.E.M.                                        | Green                                                      | 1988    |
| 151.    | R.E.M.                                        | Murmur                                                     | 1983    |
| 152.    | Bonnie Raitt                                  | Nick of Time                                               | 1989    |
| 153.    | The Replacements                              | Let It Be                                                  | 1984    |
| 154.    | Run–D.M.C.                                    | Raising Hell                                               | 1986    |
| 155.    | Run–D.M.C.                                    | Run–D.M.C.                                                 | 1984    |
| 156.    | Rush                                          | Moving Pictures                                            | 1981    |
| 157.    | Sade                                          | Diamond Life                                               | 1984    |
| 158.    | Scritti Politti                               | Cupid & Psyche 85                                          | 1985    |
| 159.    | Paul Simon                                    | Graceland                                                  | 1986    |
| 160.    | Paul Simon                                    | Hearts and Bones                                           | 1983    |
| 161.    | Simple Minds                                  | New Gold Dream (81/82/83/84)                               | 1982    |
| 162.    | Simply Red                                    | Picture Book                                               | 1985    |
| 163.    | Siouxsie and the Banshees                     | Juju                                                       | 1981    |
| 164.    | The Sisters of Mercy                          | Floodland                                                  | 1987    |
| 165.    | Slayer                                        | Reign in Blood                                             | 1986    |
| 166.    | The Smiths                                    | Meat Is Murder                                             | 1985    |
| 167.    | The Smiths                                    | Strangeways, Here We Come                                  | 1987    |
| 168.    | The Smiths                                    | The Queen Is Dead                                          | 1986    |
| 169.    | The Soft Boys                                 | Underwater Moonlight                                       | 1980    |
| 170.    | Soft Cell                                     | Non-Stop Erotic Cabaret                                    | 1981    |
| 171.    | Sonic Youth                                   | Daydream Nation                                            | 1988    |
| 172.    | Sonic Youth                                   | Evol                                                       | 1986    |
| 173.    | Sonic Youth                                   | Sister                                                     | 1987    |
| 174.    | Soul II Soul                                  | Club Classics Vol. One                                     | 1989    |
| 175.    | Spacemen 3                                    | Playing with Fire                                          | 1989    |
| 176.    | The Specials                                  | More Specials                                              | 1980    |
| 177.    | Bruce Springsteen                             | Born in the U.S.A.                                         | 1984    |
| 178.    | Bruce Springsteen                             | Nebraska                                                   | 1982    |
| 179.    | The Stone Roses                               | The Stone Roses                                            | 1989    |
| 180.    | The Style Council                             | Café Bleu                                                  | 1984    |
| 181.    | The Sugarcubes                                | Life’s Too Good                                            | 1988    |
| 182.    | Talk Talk                                     | The Colour of Spring                                       | 1986    |
| 183.    | Talking Heads                                 | Remain in Light                                            | 1980    |
| 184.    | The Teardrop Explodes                         | Kilimanjaro                                                | 1980    |
| 185.    | Tears for Fears                               | Songs from the Big Chair                                   | 1985    |
| 186.    | The The                                       | Infected                                                   | 1986    |
| 187.    | The The                                       | Soul Mining                                                | 1983    |
| 188.    | Throwing Muses                                | Throwing Muses                                             | 1986    |
| 189.    | Tom Tom Club                                  | Tom Tom Club                                               | 1981    |
| 190.    | The Triffids                                  | Calenture                                                  | 1987    |
| 191.    | Tina Turner                                   | Private Dancer                                             | 1984    |
| 192.    | U2                                            | The Joshua Tree                                            | 1987    |
| 193.    | U2                                            | War                                                        | 1983    |
| 194.    | UB40                                          | Signing Off                                                | 1980    |
| 195.    | The Undertones                                | Hypnotised                                                 | 1980    |
| 196.    | Van Halen                                     | 1984                                                       | 1984    |
| 197.    | Suzanne Vega                                  | Suzanne Vega                                               | 1985    |
| 198.    | Venom                                         | Black Metal                                                | 1982    |
| 199.    | Violent Femmes                                | Violent Femmes                                             | 1983    |
| 200.    | Tom Waits                                     | Heartattack and Vine                                       | 1980    |
| 201.    | Tom Waits                                     | Rain Dogs                                                  | 1985    |
| 202.    | Tom Waits                                     | Swordfishtrombones                                         | 1983    |
| 203.    | The Waterboys                                 | Fisherman’s Blues                                          | 1988    |
| 204.    | Steve Winwood                                 | Arc of a Diver                                             | 1980    |
| 205.    | Bobby Womack                                  | The Poet                                                   | 1982    |
| 206.    | X                                             | Wild Gift                                                  | 1981    |
| 207.    | XTC                                           | Skylarking                                                 | 1986    |
| 208.    | Dwight Yoakam                                 | Buenas Noches from a Lonely Room                           | 1988    |
| 209.    | The Young Gods                                | L’Eau Rouge                                                | 1989    |
| 210.    | John Zorn                                     | Spy Vs. Spy: the Music of Ornette Coleman                  | 1989    |
| 211.    | ZZ Top                                        | Eliminator                                                 | 1983    |

### 1990-es évek
| Sorszám | Előadó                              | Album                                                                           | Évjárat |
| ------- | ----------------------------------- | ------------------------------------------------------------------------------- | ------- |
| 1.      | Barry Adamson                       | Oedipus Schmoedipus                                                             | 1996    |
| 2.      | The Afghan Whigs                    | Gentlemen                                                                       | 1993    |
| 3.      | Air                                 | Moon Safari                                                                     | 1997    |
| 4.      | Alice in Chains                     | Dirt                                                                            | 1992    |
| 5.      | Tori Amos                           | Little Earthquakes                                                              | 1992    |
| 6.      | Aphex Twin                          | Selected Ambient Works 85–92                                                    | 1992    |
| 7.      | Fiona Apple                         | Tidal                                                                           | 1996    |
| 8.      | Arrested Development                | 3 Years, 5 Months & 2 Days in the Life Of...                                    | 1992    |
| 9.      | Ash                                 | 1977                                                                            | 1996    |
| 10.     | The Auteurs                         | New Wave                                                                        | 1993    |
| 11.     | Basement Jaxx                       | Remedy                                                                          | 1999    |
| 12.     | Beastie Boys                        | Ill Communication                                                               | 1994    |
| 13.     | Beck                                | Odelay                                                                          | 1996    |
| 14.     | Belle & Sebastian                   | If You’re Feeling Sinister                                                      | 1996    |
| 15.     | Belle & Sebastian                   | Tigermilk                                                                       | 1999    |
| 16.     | Björk                               | Debut                                                                           | 1993    |
| 17.     | The Black Crowes                    | Shake Your Money Maker                                                          | 1990    |
| 18.     | Frank Black                         | Teenager of the Year                                                            | 1994    |
| 19.     | Blur                                | Blur                                                                            | 1996    |
| 20.     | Blur                                | Modern Life Is Rubbish                                                          | 1993    |
| 21.     | Blur                                | Parklife                                                                        | 1994    |
| 22.     | Boards of Canada                    | Music Has the Right to Children                                                 | 1998    |
| 23.     | Bonnie ’Prince’ Billy               | I See a Darkness                                                                | 1999    |
| 24.     | The Boo Radleys                     | Giant Steps                                                                     | 1993    |
| 25.     | Billy Bragg and Wilco               | Mermaid Avenue                                                                  | 1998    |
| 26.     | Jeff Buckley                        | Grace                                                                           | 1994    |
| 27.     | Buena Vista Social Club             | Buena Vista Social Club                                                         | 1997    |
| 28.     | LTJ Bukem                           | Logical Progression                                                             | 1996    |
| 29.     | The Cardigans                       | First Band on the Moon                                                          | 1996    |
| 30.     | Mariah Carey                        | Butterfly                                                                       | 1997    |
| 31.     | Nick Cave and the Bad Seeds         | Henry’s Dream                                                                   | 1992    |
| 32.     | Nick Cave and the Bad Seeds         | Murder Ballads                                                                  | 1996    |
| 33.     | Nick Cave and the Bad Seeds         | The Boatman’s Call                                                              | 1997    |
| 34.     | Manu Chao                           | Clandestino                                                                     | 1998    |
| 35.     | The Charlatans                      | Tellin’ Stories                                                                 | 1997    |
| 36.     | The Chemical Brothers               | Dig Your Own Hole                                                               | 1997    |
| 37.     | The Chemical Brothers               | Exit Planet Dust                                                                | 1995    |
| 38.     | Cocteau Twins                       | Heaven or Las Vegas                                                             | 1990    |
| 39.     | Julian Cope                         | Peggy Suicide                                                                   | 1991    |
| 40.     | Cornershop                          | When I Was Born for the 7th Time                                                | 1997    |
| 41.     | Elvis Costello                      | Brutal Youth                                                                    | 1994    |
| 42.     | Sheryl Crow                         | Tuesday Night Music Club                                                        | 1993    |
| 43.     | Crowded House                       | Woodface                                                                        | 1991    |
| 44.     | Cypress Hill                        | Cypress Hill                                                                    | 1991    |
| 45.     | Daft Punk                           | Homework                                                                        | 1996    |
| 46.     | The Dandy Warhols                   | ...The Dandy Warhols Come Down                                                  | 1997    |
| 47.     | D’Angelo                            | Brown Sugar                                                                     | 1995    |
| 48.     | Death in Vegas                      | The Contino Sessions                                                            | 1999    |
| 49.     | Deee-Lite                           | World Clique                                                                    | 1990    |
| 50.     | Depeche Mode                        | Violator                                                                        | 1990    |
| 51.     | Digital Underground                 | Sex Packets                                                                     | 1990    |
| 52.     | The Disposable Heroes of Hiphoprisy | Hipocrisy Is the Greatest Luxury                                                | 1992    |
| 53.     | The Divine Comedy                   | A Short Album About Love                                                        | 1997    |
| 54.     | The Divine Comedy                   | Casanova                                                                        | 1996    |
| 55.     | DJ Shadow                           | Endtroducing.....                                                               | 1996    |
| 56.     | Dr. Dre                             | The Chronic                                                                     | 1992    |
| 57.     | Dr. Octagon                         | Dr. Octagonecologyst                                                            | 1996    |
| 58.     | Drive Like Jehu                     | Yank Crime                                                                      | 1994    |
| 59.     | Bob Dylan                           | The Bootleg Series Vol. 4: Bob Dylan Live 1966, The "Royal Albert Hall" Concert | 1998    |
| 60.     | Bob Dylan                           | Time Out of Mind                                                                | 1997    |
| 61.     | Eels                                | Beautiful Freak                                                                 | 1996    |
| 62.     | Elastica                            | Elastica                                                                        | 1995    |
| 63.     | Missy Elliott                       | Supa Dupa Fly                                                                   | 1997    |
| 64.     | Eminem                              | The Slim Shady LP                                                               | 1999    |
| 65.     | Everything but the Girl             | Walking Wounded                                                                 | 1996    |
| 66.     | The Fall                            | The Infotainment Scan                                                           | 1993    |
| 67.     | Fatboy Slim                         | Better Living Through Chemistry                                                 | 1996    |
| 68.     | Fatboy Slim                         | You’ve Come a Long Way, Baby                                                    | 1998    |
| 69.     | The Flaming Lips                    | The Soft Bulletin                                                               | 1999    |
| 70.     | Foo Fighters                        | Foo Fighters                                                                    | 1995    |
| 71.     | Fugazi                              | Repeater                                                                        | 1990    |
| 72.     | Fugees                              | The Score                                                                       | 1996    |
| 73.     | Fun Lovin’ Criminals                | Come Find Yourself                                                              | 1996    |
| 74.     | Gang Starr                          | Step In the Arena                                                               | 1990    |
| 75.     | Garbage                             | Garbage                                                                         | 1995    |
| 76.     | Genius/GZA                          | Liquid Swords                                                                   | 1995    |
| 77.     | Girls Against Boys                  | Venus Luxure No. 1 Baby                                                         | 1993    |
| 78.     | Goldie                              | Timeless                                                                        | 1995    |
| 79.     | Grant Lee Buffalo                   | Fuzzy                                                                           | 1993    |
| 80.     | David Gray                          | White Ladder                                                                    | 1999    |
| 81.     | Green Day                           | Dookie                                                                          | 1994    |
| 82.     | Guided by Voices                    | Alien Lanes                                                                     | 1995    |
| 83.     | Happy Mondays                       | Pills ’n’ Thrills and Bellyaches                                                | 1990    |
| 84.     | PJ Harvey                           | Dry                                                                             | 1992    |
| 85.     | PJ Harvey                           | Rid of Me                                                                       | 1993    |
| 86.     | Lauryn Hill                         | The Miseducation of Lauryn Hill                                                 | 1998    |
| 87.     | Hole                                | Celebrity Skin                                                                  | 1998    |
| 88.     | Hole                                | Live Through This                                                               | 1994    |
| 89.     | David Holmes                        | Lets Get Killed                                                                 | 1997    |
| 90.     | Ice Cube                            | AmeriKKKa’s Most Wanted                                                         | 1990    |
| 91.     | Ice Cube                            | The Predator                                                                    | 1992    |
| 92.     | Ice-T                               | O.G. Original Gangster                                                          | 1991    |
| 93.     | Incubus                             | Make Yourself                                                                   | 1999    |
| 94.     | Jamiroquai                          | Emergency on Planet Earth                                                       | 1993    |
| 95.     | Jane’s Addiction                    | Ritual de lo habitual                                                           | 1990    |
| 96.     | Jeru the Damaja                     | The Sun Rises in the East                                                       | 1994    |
| 97.     | Khaled                              | Kenza                                                                           | 1999    |
| 98.     | Nusrat Fateh Ali Khan               | Devotional Songs                                                                | 1992    |
| 99.     | Kid Rock                            | Devil Without a Cause                                                           | 1999    |
| 100.    | The KLF                             | The White Room                                                                  | 1991    |
| 101.    | Korn                                | Follow the Leader                                                               | 1998    |
| 102.    | Femi Kuti                           | Femi Kuti                                                                       | 1995    |
| 103.    | LL Cool J                           | Mama Said Knock You Out                                                         | 1990    |
| 104.    | k.d. lang                           | Ingénue                                                                         | 1992    |
| 105.    | The La’s                            | The La’s                                                                        | 1990    |
| 106.    | Leftfield                           | Leftism                                                                         | 1995    |
| 107.    | The Lemonheads                      | It’s a Shame About Ray                                                          | 1992    |
| 108.    | G. Love & Special Sauce             | G. Love and Special Sauce                                                       | 1994    |
| 109.    | Baaba Maal                          | Lam Toro                                                                        | 1992    |
| 110.    | Madonna                             | Ray of Light                                                                    | 1998    |
| 111.    | The Magnetic Fields                 | 69 Love Songs                                                                   | 1999    |
| 112.    | Manic Street Preachers              | Everything Must Go                                                              | 1996    |
| 113.    | Manic Street Preachers              | The Holy Bible                                                                  | 1994    |
| 114.    | Aimee Mann                          | Whatever                                                                        | 1993    |
| 115.    | Marilyn Manson                      | Antichrist Superstar                                                            | 1996    |
| 116.    | Massive Attack                      | Blue Lines                                                                      | 1991    |
| 117.    | Massive Attack                      | Protection                                                                      | 1994    |
| 118.    | Maxwell                             | Urban Hang Suite                                                                | 1996    |
| 119.    | MC Solaar                           | Qui sème le vent récolte le tempo                                               | 1992    |
| 120.    | Megadeth                            | Rust in Peace                                                                   | 1990    |
| 121.    | Mercury Rev                         | Deserter’s Songs                                                                | 1998    |
| 122.    | Metallica                           | Metallica                                                                       | 1991    |
| 123.    | Metallica                           | S&M                                                                             | 1999    |
| 124.    | Method Man                          | Tical                                                                           | 1994    |
| 125.    | George Michael                      | Listen Without Prejudice Vol. 1                                                 | 1990    |
| 126.    | Ministry                            | Psalm 69: The Way to Succeed and the Way to Suck Eggs                           | 1992    |
| 127.    | Moby                                | Play                                                                            | 1999    |
| 128.    | Alanis Morissette                   | Jagged Little Pill                                                              | 1995    |
| 129.    | Morrissey                           | Vauxhall and I                                                                  | 1994    |
| 130.    | Morrissey                           | Your Arsenal                                                                    | 1992    |
| 131.    | Mudhoney                            | Every Good Boy Deserves Fudge                                                   | 1991    |
| 132.    | My Bloody Valentine                 | Loveless                                                                        | 1991    |
| 133.    | Nas                                 | Illmatic                                                                        | 1994    |
| 134.    | Nightmares on Wax                   | Smokers Delight                                                                 | 1995    |
| 135.    | Nine Inch Nails                     | The Downward Spiral                                                             | 1994    |
| 136.    | Nirvana                             | In Utero                                                                        | 1993    |
| 137.    | Nirvana                             | Nevermind                                                                       | 1991    |
| 138.    | Nirvana                             | MTV Unplugged in New York                                                       | 1994    |
| 139.    | The Notorious B.I.G.                | Ready to Die                                                                    | 1994    |
| 140.    | Oasis                               | (What’s the Story) Morning Glory?                                               | 1995    |
| 141.    | Oasis                               | Definitely Maybe                                                                | 1994    |
| 142.    | Sinéad O’Connor                     | I Do Not Want What I Haven’t Got                                                | 1990    |
| 143.    | The Offspring                       | Smash                                                                           | 1994    |
| 144.    | Koffi Olomide                       | Haut de Gamme: Koweït Rive Gauche                                               | 1994    |
| 145.    | Orbital                             | Orbital 2                                                                       | 1993    |
| 146.    | Orbital                             | Snivilisation                                                                   | 1994    |
| 147.    | Beth Orton                          | Central Reservation                                                             | 1999    |
| 148.    | Pantera                             | Vulgar Display of Power                                                         | 1992    |
| 149.    | Pavement                            | Crooked Rain, Crooked Rain                                                      | 1994    |
| 150.    | Pavement                            | Slanted and Enchanted                                                           | 1992    |
| 151.    | Pearl Jam                           | Ten                                                                             | 1991    |
| 152.    | Pet Shop Boys                       | Behaviour                                                                       | 1990    |
| 153.    | Pet Shop Boys                       | Very                                                                            | 1993    |
| 154.    | Liz Phair                           | Exile in Guyville                                                               | 1993    |
| 155.    | The Pharcyde                        | Bizarre Ride II the Pharcyde                                                    | 1992    |
| 156.    | Pixies                              | Bossanova                                                                       | 1990    |
| 157.    | Portishead                          | Dummy                                                                           | 1994    |
| 158.    | Primal Scream                       | Screamadelica                                                                   | 1991    |
| 159.    | Primal Scream                       | Vanishing Point                                                                 | 1997    |
| 160.    | The Prodigy                         | Music for the Jilted Generation                                                 | 1994    |
| 161.    | The Prodigy                         | The Fat of the Land                                                             | 1997    |
| 162.    | Public Enemy                        | Apocalypse 91... The Enemy Strikes Black                                        | 1991    |
| 163.    | Public Enemy                        | Fear of a Black Planet                                                          | 1990    |
| 164.    | Pulp                                | Different Class                                                                 | 1995    |
| 165.    | Pulp                                | This Is Hardcore                                                                | 1998    |
| 166.    | Finley Quaye                        | Maverick a Strike                                                               | 1997    |
| 167.    | Queens of the Stone Age             | Queens of the Stone Age                                                         | 1998    |
| 168.    | R.E.M.                              | Automatic for the People                                                        | 1992    |
| 169.    | Radiohead                           | OK Computer                                                                     | 1997    |
| 170.    | Radiohead                           | The Bends                                                                       | 1995    |
| 171.    | Raekwon                             | Only Built 4 Cuban Linx...                                                      | 1995    |
| 172.    | Rage Against the Machine            | Rage Against the Machine                                                        | 1992    |
| 173.    | Red Hot Chili Peppers               | Blood Sugar Sex Magik                                                           | 1991    |
| 174.    | Red Hot Chili Peppers               | Californication                                                                 | 1999    |
| 175.    | Les Rhythmes Digitales              | Darkdancer                                                                      | 1999    |
| 176.    | Ride                                | Nowhere                                                                         | 1990    |
| 177.    | Rocket from the Crypt               | Scream, Dracula, Scream!                                                        | 1995    |
| 178.    | The Sabres of Paradise              | Haunted Dancehall                                                               | 1994    |
| 179.    | Saint Etienne                       | Foxbase Alpha                                                                   | 1992    |
| 180.    | Nitin Sawhney                       | Beyond Skin                                                                     | 1999    |
| 181.    | Screaming Trees                     | Dust                                                                            | 1996    |
| 182.    | Sebadoh                             | Bubble and Scrape                                                               | 1993    |
| 183.    | Sepultura                           | Arise                                                                           | 1991    |
| 184.    | Sepultura                           | Roots                                                                           | 1996    |
| 185.    | Shack                               | H.M.S. Fable                                                                    | 1999    |
| 186.    | The Shamen                          | En-Tact                                                                         | 1990    |
| 187.    | Sigur Rós                           | Ágætis byrjun                                                                   | 1999    |
| 188.    | Talvin Singh                        | Ok                                                                              | 1998    |
| 189.    | Roni Size & Reprazent               | New Forms                                                                       | 1997    |
| 190.    | Skunk Anansie                       | Post Orgasmic Chill                                                             | 1999    |
| 191.    | Sleater-Kinney                      | Dig Me Out                                                                      | 1997    |
| 192.    | Slint                               | Spiderland                                                                      | 1991    |
| 193.    | Slipknot                            | Slipknot                                                                        | 1999    |
| 194.    | The Smashing Pumpkins               | Mellon Collie and the Infinite Sadness                                          | 1995    |
| 195.    | The Smashing Pumpkins               | Siamese Dream                                                                   | 1993    |
| 196.    | Elliott Smith                       | Either/Or                                                                       | 1997    |
| 197.    | Snoop Dogg                          | Doggystyle                                                                      | 1993    |
| 198.    | Sonic Youth                         | Dirty                                                                           | 1992    |
| 199.    | Sonic Youth                         | Goo                                                                             | 1990    |
| 200.    | Soundgarden                         | Superunknown                                                                    | 1994    |
| 201.    | Britney Spears                      | …Baby One More Time                                                             | 1999    |
| 202.    | Jon Spencer Blues Explosion         | Now I Got Worry                                                                 | 1996    |
| 203.    | Spiritualized                       | Ladies and Gentlemen We Are Floating in Space                                   | 1997    |
| 204.    | Spiritualized                       | Lazer Guided Melodies                                                           | 1992    |
| 205.    | Stereo MC’s                         | Connected                                                                       | 1992    |
| 206.    | Stereolab                           | Emperor Tomato Ketchup                                                          | 1996    |
| 207.    | Suba                                | São Paulo Confessions                                                           | 1999    |
| 208.    | Suede                               | Dog Man Star                                                                    | 1994    |
| 209.    | Suede                               | Suede                                                                           | 1993    |
| 210.    | Sugar                               | Copper Blue                                                                     | 1992    |
| 211.    | Super Furry Animals                 | Fuzzy Logic                                                                     | 1996    |
| 212.    | Supergrass                          | I Should Coco                                                                   | 1995    |
| 213.    | Supergrass                          | In It for the Money                                                             | 1997    |
| 214.    | System of a Down                    | System of a Down                                                                | 1998    |
| 215.    | Teenage Fanclub                     | Bandwagonesque                                                                  | 1991    |
| 216.    | Le Tigre                            | Le Tigre                                                                        | 1999    |
| 217.    | TLC                                 | CrazySexyCool                                                                   | 1994    |
| 218.    | Tortoise                            | Millions Now Living Will Never Die                                              | 1996    |
| 219.    | Ali Farka Touré & Ry Cooder         | Talking Timbuktu                                                                | 1994    |
| 220.    | Travis                              | The Man Who                                                                     | 1999    |
| 221.    | A Tribe Called Quest                | People’s Instinctive Travels and the Paths of Rhythm                            | 1990    |
| 222.    | A Tribe Called Quest                | The Low End Theory                                                              | 1991    |
| 223.    | Tricky                              | Maxinquaye                                                                      | 1995    |
| 224.    | Turbonegro                          | Apocalypse Dudes                                                                | 1998    |
| 225.    | 2Pac                                | Me Against the World                                                            | 1995    |
| 226.    | U2                                  | Achtung Baby                                                                    | 1991    |
| 227.    | Underworld                          | Second Toughest in the Infants                                                  | 1996    |
| 228.    | The Verve                           | A Northern Soul                                                                 | 1995    |
| 229.    | The Verve                           | Urban Hymns                                                                     | 1997    |
| 230.    | Tom Waits                           | Bone Machine                                                                    | 1992    |
| 231.    | Paul Weller                         | Wild Wood                                                                       | 1993    |
| 232.    | Wilco                               | Being There                                                                     | 1996    |
| 233.    | Lucinda Williams                    | Car Wheels on a Gravel Road                                                     | 1998    |
| 234.    | Robbie Williams                     | Life thru a Lens                                                                | 1997    |
| 235.    | Jah Wobble’s Invaders of the Heart  | Rising Above Bedlam                                                             | 1992    |
| 236.    | Wu-Tang Clan                        | Enter the Wu-Tang (36 Chambers)                                                 | 1993    |
| 237.    | Robert Wyatt                        | Shleep                                                                          | 1997    |
| 238.    | XTC                                 | Apple Venus Volume 1                                                            | 1999    |
| 239.    | Neil Young & Crazy Horse            | Ragged Glory                                                                    | 1990    |

### 2000-es évek
| Sorszám | Előadó                      | Album                                             | Évjárat |
| ------- | --------------------------- | ------------------------------------------------- | ------- |
| 1.      | Ryan Adams                  | Gold                                              | 2001    |
| 2.      | Ryan Adams                  | Heartbreaker                                      | 2000    |
| 3.      | Christina Aguilera          | Stripped                                          | 2002    |
| 4.      | Air                         | The Virgin Suicides                               | 2000    |
| 5.      | Arcade Fire                 | Funeral                                           | 2004    |
| 6.      | The Avalanches              | Since I Left You                                  | 2001    |
| 7.      | Badly Drawn Boy             | The Hour of Bewilderbeast                         | 2000    |
| 8.      | Erykah Badu                 | Mama’s Gun                                        | 2000    |
| 9.      | Devendra Banhart            | Rejoicing in the Hands                            | 2004    |
| 10.     | Beck                        | Guero                                             | 2005    |
| 11.     | Beck                        | Sea Change                                        | 2002    |
| 12.     | The Bees                    | Sunshine Hit Me                                   | 2001    |
| 13.     | The Beta Band               | Heroes to Zeros                                   | 2004    |
| 14.     | The Beta Band               | Hot Shots II                                      | 2001    |
| 15.     | Björk                       | Medúlla                                           | 2004    |
| 16.     | Björk                       | Vespertine                                        | 2001    |
| 17.     | Calexico                    | Feast of Wire                                     | 2003    |
| 18.     | Johnny Cash                 | American IV: The Man Comes Around                 | 2002    |
| 19.     | Nick Cave and the Bad Seeds | Abattoir Blues/The Lyre of Orpheus                | 2004    |
| 20.     | Coldplay                    | A Rush of Blood to the Head                       | 2002    |
| 21.     | Coldplay                    | Parachutes                                        | 2000    |
| 22.     | MJ Cole                     | Sincere                                           | 2000    |
| 23.     | Common                      | Like Water for Chocolate                          | 2000    |
| 24.     | The Coral                   | The Coral                                         | 2002    |
| 25.     | The Darkness                | Permission to Land                                | 2003    |
| 26.     | Destiny’s Child             | Survivor                                          | 2001    |
| 27.     | Dizzee Rascal               | Boy in da Corner                                  | 2003    |
| 28.     | Doves                       | Lost Souls                                        | 2000    |
| 29.     | Doves                       | The Last Broadcast                                | 2002    |
| 30.     | Drive-By Truckers           | Southern Rock Opera                               | 2001    |
| 31.     | Missy Elliott               | Under Construction                                | 2002    |
| 32.     | Eminem                      | The Marshall Mathers LP                           | 2000    |
| 33.     | 50 Cent                     | Get Rich or Die Tryin’                            | 2003    |
| 34.     | The Flaming Lips            | Yoshimi Battles the Pink Robots                   | 2002    |
| 35.     | Franz Ferdinand             | Franz Ferdinand                                   | 2004    |
| 36.     | Giant Sand                  | Chore of Enchantment                              | 2000    |
| 37.     | Bebel Gilberto              | Tanto Tempo                                       | 2000    |
| 38.     | Goldfrapp                   | Felt Mountain                                     | 2000    |
| 39.     | Gorillaz                    | Gorillaz                                          | 2001    |
| 40.     | Gotan Project               | La Revancha del Tango                             | 2001    |
| 41.     | Cee Lo Green                | Cee-Lo Green... Is the Soul Machine               | 2004    |
| 42.     | Emmylou Harris              | Red Dirt Girl                                     | 2000    |
| 43.     | PJ Harvey                   | Stories from the City, Stories from the Sea       | 2000    |
| 44.     | The Hives                   | Your New Favourite Band                           | 2001    |
| 45.     | The Icarus Line             | Penance Soiree                                    | 2004    |
| 46.     | Jay-Z                       | The Blueprint                                     | 2001    |
| 47.     | Norah Jones                 | Come Away with Me                                 | 2002    |
| 48.     | Jurassic 5                  | Power in Numbers                                  | 2002    |
| 49.     | The Killers                 | Hot Fuss                                          | 2004    |
| 50.     | Kings of Leon               | Aha Shake Heartbreak                              | 2004    |
| 51.     | Kings of Leon               | Youth and Young Manhood                           | 2003    |
| 52.     | Mike Ladd                   | Welcome to the Afterfuture                        | 2000    |
| 53.     | Lambchop                    | Nixon                                             | 2000    |
| 54.     | Ute Lemper                  | Punishing Kiss                                    | 2000    |
| 55.     | Liars                       | They Were Wrong, So We Drowned                    | 2004    |
| 56.     | The Libertines              | The Libertines                                    | 2004    |
| 57.     | Lightning Bolt              | Wonderful Rainbow                                 | 2003    |
| 58.     | Limp Bizkit                 | Chocolate Starfish and the Hot Dog Flavored Water | 2000    |
| 59.     | Linkin Park                 | Hybrid Theory                                     | 2001    |
| 60.     | M.I.A.                      | Arular                                            | 2005    |
| 61.     | Madonna                     | Music                                             | 2000    |
| 62.     | The Mars Volta              | De-Loused in the Comatorium                       | 2003    |
| 63.     | Morrissey                   | You Are the Quarry                                | 2004    |
| 64.     | Ms. Dynamite                | A Little Deeper                                   | 2002    |
| 65.     | Mylo                        | Destroy Rock & Roll                               | 2004    |
| 66.     | N.E.R.D                     | Fly or Die                                        | 2004    |
| 67.     | Outkast                     | Speakerboxxx/The Love Below                       | 2003    |
| 68.     | Outkast                     | Stankonia                                         | 2000    |
| 69.     | Ozomatli                    | Street Signs                                      | 2004    |
| 70.     | Radiohead                   | Amnesiac                                          | 2001    |
| 71.     | Radiohead                   | Hail to the Thief                                 | 2003    |
| 72.     | Radiohead                   | Kid A                                             | 2000    |
| 73.     | Red Snapper                 | Our Aim Is to Satisfy                             | 2000    |
| 74.     | The Roots                   | Phrenology                                        | 2002    |
| 75.     | Röyksopp                    | Melody A.M.                                       | 2001    |
| 76.     | Scissor Sisters             | Scissor Sisters                                   | 2004    |
| 77.     | Silver Jews                 | Bright Flight                                     | 2001    |
| 78.     | Elliott Smith               | Figure 8                                          | 2000    |
| 79.     | Bruce Springsteen           | The Rising                                        | 2002    |
| 80.     | The Streets                 | A Grand Don’t Come for Free                       | 2004    |
| 81.     | The Strokes                 | Is This It                                        | 2001    |
| 82.     | Super Furry Animals         | Rings Around the World                            | 2001    |
| 83.     | The Thrills                 | So Much for the City                              | 2003    |
| 84.     | Justin Timberlake           | Justified                                         | 2002    |
| 85.     | TV on the Radio             | Desperate Youth, Blood Thirsty Babes              | 2004    |
| 86.     | U2                          | All That You Can’t Leave Behind                   | 2000    |
| 87.     | The Vines                   | Highly Evolved                                    | 2002    |
| 88.     | Rufus Wainwright            | Want One                                          | 2003    |
| 89.     | Rufus Wainwright            | Want Two                                          | 2004    |
| 90.     | Gillian Welch               | Time (The Revelator)                              | 2001    |
| 91.     | Kanye West                  | The College Dropout                               | 2004    |
| 92.     | The White Stripes           | Elephant                                          | 2002    |
| 93.     | The White Stripes           | Get Behind Me Satan                               | 2005    |
| 94.     | The White Stripes           | White Blood Cells                                 | 2001    |
| 95.     | Wilco                       | Yankee Hotel Foxtrot                              | 2002    |
| 96.     | Brian Wilson                | Smile                                             | 2004    |
| 97.     | Amy Winehouse               | Frank                                             | 2003    |
| 98.     | Yeah Yeah Yeahs             | Fever to Tell                                     | 2003    |
| 99.     | The Zutons                  | Who Killed...... The Zutons?                      | 2004    |